# Раманг
Раманг (індонез. Ramang; нар. 24 квітня 1924, Барру — пом. 26 вересня 1987, Уджунгпанданг) — індонезійський футболіст, який грав на позиції нападника. Більшістю індонезійських футбольних експертів та колишніх футболістів вважається одним із найкращих гравців за всю історію індонезійського футболу. Раманг відомий також за забиті м'ячі бісиклетою, та м'ячі безпосередньо з кутового удару від правого кутового прапорця. В офіційних документах ФІФА він часто іменувався «Руслі Раманг».

## Ранні роки життя
Раманг народився в 1928 році в місті Барру (натепер в провінції Південне Сулавесі). Його батько був помічником правителя місцевого султанату Гова, і був відомий своїми здібностями до місцевої гри у м'яч сепак-такро. Раманг у дитинстві часто грав у сепак-такро, використовуючи кульки з ротанга, тканини, а іноді й з апельсину. Вважається, що це є причиною того, що він часто забивав голи бісиклетою.

## Клубна кар'єра та робота на інших посадах
Раманг розпочав грати у футбол в 1939 році, ставши гравцем футбольного клубу в Барру. У цій команді він грав до 1943 року, коли вирішив одружитися. Разом із дружиною вони відкрили невелику кав'ярню, щоб заробляти на життя. Незадовго до проголошення незалежності Індонезії, після смерті новонародженої дитини вони вирішили виїхати до Уджунгпанданга (пізніше перейменованого на Макасар). Там подружжя зупинилося в будинку друга, і Раманг розпочав працювати велорикшею, а потім став помічником водія вантажівки. За цей час його дружина народила другу дитину.
У 1947 році Раманг уклав контракт з клубом «ПСМ Макасар», керівництво якого побачило його гру на змаганнях, в яких брав участь клуб «ПСМ Макасар». Його попередня команда «Персіс Соло» виграла з рахунком 9:0 в одному з матчів, і на табло було лише 2 прізвища гравців, одним з яких Раманг, який забив 7 голів. Він провів лише рік у клубі «ПСМ Макасар» як професійний футболіст, а пізніше він працював у відділі громадських робіт із зарплатою 3500 рупій (що дорівнює 4 центам США).
У 1960 році Раманга відсторонили від футболу після звинувачення в отриманні хабарів, які він заперечував до самої смерті. У 1962 році йому знову дозволили грати за команду «ПСМ Макасар», а остаточно Раманг вирішив завершити виступи на футбольних полях у 1968 році у віці 44 років.

## Кар'єра у збірній
У 1952 році Раманг замінив Сунарді, брата іншого футболіста Суарді Арланда, на тренувальному зборі в Джакарті національної збірної Індонезії з футболу. Під час турне індонезійської збірної східною частиною Азії у 1953 році збірна Індонезії грала проти збірної Філіппін, збірної ліги Гонконгу, збірної Гонконгу, збірної китайців з різних країн, та збірної Південної Кореї в Гонконзі, та командою Королівських ВПС Таїланду в Бангкоку. Індонезія лише один раз програла Південній Кореї та виграла всі інші ігри. Індонезійці пропустили лише 7 м'ячів, і забили 25 м'ячів, з яких 19 забив Раманг.
У 1956 році тренер збірної Індонезії Антун Погачник викликав Раманга до складу збірної для участі в літніх Олімпійських іграх 1956 року. Індонезія автоматично вийшла до чвертьфіналу після того, як збірна Південного В'єтнаму знялася зі змагань. У першому матчі індонезійці успішно зіграли зі збірною СРСР, яка на той час вважалася однією з найсильніших команд світу, з рахунком 0-0. У матчі-повторі Індонезія програла СРСР з рахунком 0–4, але перша гра вважалася одним із найкращих матчів в історії індонезійського футболу.
Раманг, який на турнірі носив футболку під номером 9, заявив в інтерв'ю газеті «Tempo» про перший матч: «Насправді я мав тоді забити гол. Але мене потягли за футболку назад». Для індонезійської футбольної команди це був перший, та поки єдиний випадок, коли вона брала участь у літніх Олімпійських іграх.
Одним із найвідоміших голів Раманга був забитий у грі проти збірної Китаю в кваліфікації до чемпіонату світу з футболу 1958 року, в якому індонезійська збірна перемогла з рахунком 2-0, а один із голів Раманг забив ударом бісиклетою.
Раманг набув загальнонаціональної популярності під час виступів за збірну країни, в тому числі в кінці 50-х років, коли багато індонезійських матерів називали своїх дітей його іменем.

## Після завершення кар'єри гравця та смерть
Після завершення виступів на футбольних полях Раманг був головним тренером свого колишнього клубу «ПСМ Макасар», а потім інших клубів «ПСБІ Блітар» і «Персіпал Палу», а пізніше знову тренував «ПСМ Макасар».
Однієї ночі 1981 року Раманг повернувся додому з мокрим одягом після того, як провів тренування футболістів клубу «ПСМ Макасар» під дощем. Після цього він захворів, і у нього діагностували пневмонію. Раманг лікувався вдома 6 років, тому що не мав грошей, щоб оплатити лікування в лікарні. Він помер в Уджунгпанданзі 26 вересня 1987 року у віці 63 років, у нього залишилися 4 дітей і 10 онуків.

## Вшанування пам'яті
Міністр молоді та спорту Індонезії Анді Малларанґенг сказав, що Раманг був «прикладом для макассарських дітей, які люблять футбол». Історія життя Раманга також була описана в біографічній книзі, написаній М. Даланом Абу Бакаром під назвою «Ramang, Macan Bola», яка вийшла друком у серпні 2011 року. Одни із партнерів Раманга по національній команді, сказав, що його слід називати «особливим», подібно до Моурінью, а також, що він був схожий на Марадону.

## Титули і досягнення
«Персіс Соло»
- Персерікатан: 1942, 1943

«ПСМ Макасар»
- Персерікатан: 1955—1957, 1957—1959, 1964—1965, 1965—1966

Збірна Індонезії
- Азійські ігри:

- Бронза: 1958